# Матея Кралєвич
Матея Кралєвич (нар. 1 вересня 1993) — колишня швейцарська тенісистка.
Найвищу одиночну позицію світового рейтингу — 1206 місце досягла 19 грудня 2011, парну — 1050 місце — 23 травня 2011 року.
Здобула 1 парний титул.

## Фінали ITF

### Парний розряд: 1 (1–0)
| Результат | Дата          | Турнір                    | Покриття | Партнерка      | Суперниці                     | Рахунок  |
| --------- | ------------- | ------------------------- | -------- | -------------- | ----------------------------- | -------- |
| Перемога  | 4 квітня 2011 | Шибеник (місто), Хорватія | Ґрунт    | Амра Садікович | Сімона Добра Тереза Гладікова | 7–5, 6–3 |